# Johann Samuel König

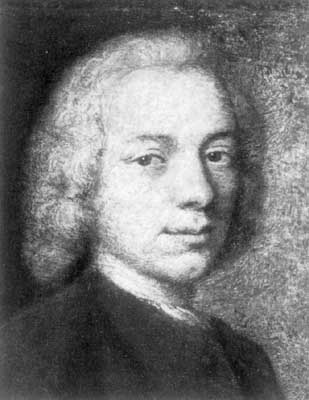
Johann Samuel König

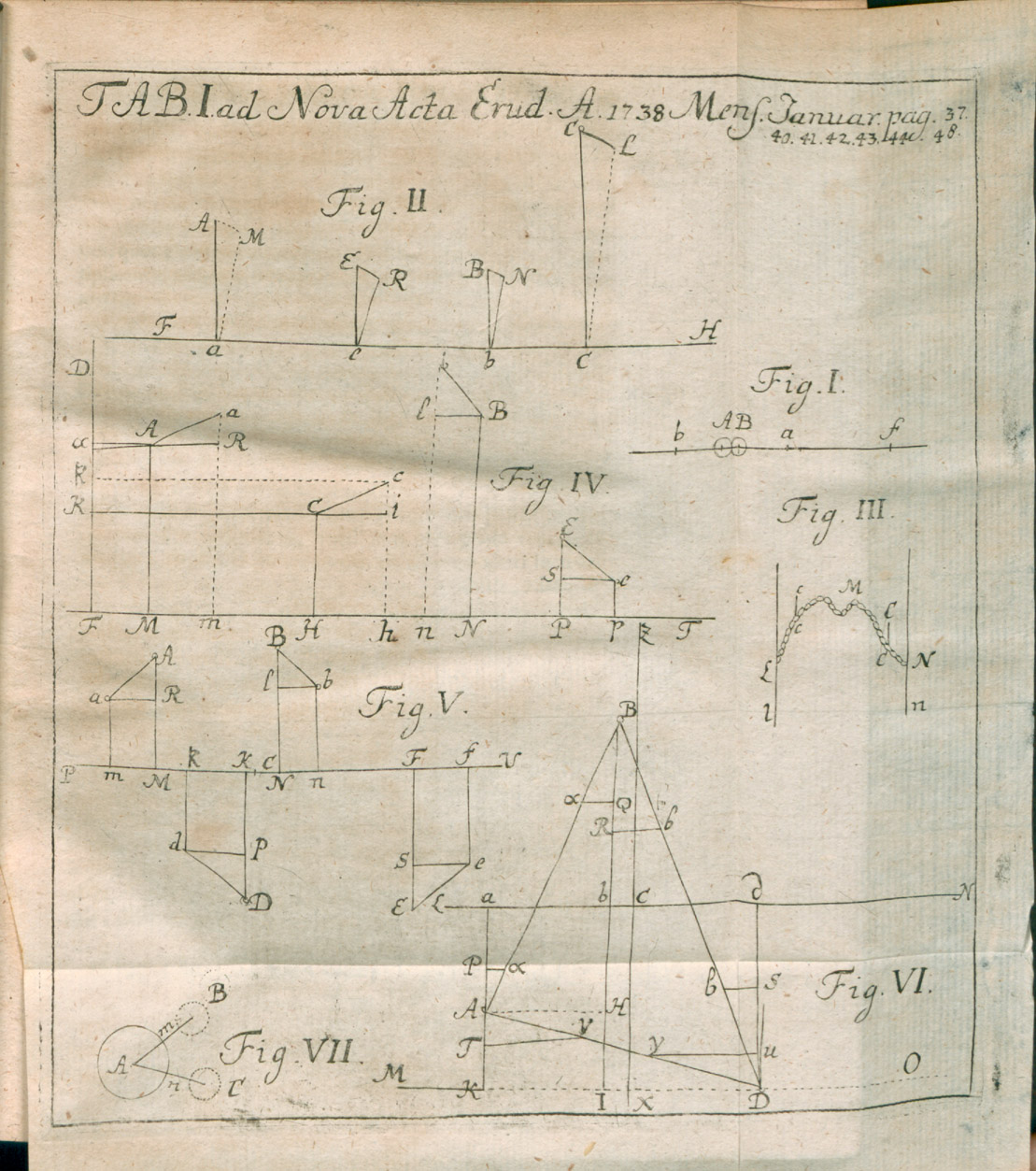
Ilustración desde De centro inertiae..., artículo publicado en Acta eruditorum (1738)

Johann Samuel König (o Kœnig), (Büdingen, Hesse, Alemania, 31 de julio de 1712-Zuilenstein, Países Bajos, 21 de agosto de 1757) fue un matemático suizo, hijo mayor del matemático Samuel Heinrich König, predicador pietista y profesor en Berna, Suiza, y de su esposa Anna Maria Nöthiger.
Después de estudiar en Berna, se trasladó en 1729 a Lausana y finalmente fue a Basilea en 1730 para estudiar matemática con Johann Bernoulli junto a Pierre Louis Maupertuis. Se trasladó a Francia y fue profesor de matemática de la marquesa Émilie du Châtelet, siendo nombrado en 1740 miembro de la Academia de Ciencias de París.
Es renombrada su controversia con Leonhard Euler por el principio de mínima acción.
En 1744, exiliado de Berna, obtuvo una cátedra de filosofía y matemática en Franeker en los Países Bajos. Luego, en 1749, se trasladó a La Haya, donde fue bibliotecario del príncipe Guillermo IV de Orange-Nassau. Ese mismo año Pierre Louis Maupertuis lo nombró miembro de la Academia de Ciencias de Berlín.